# J'arrive à toi
J'arrive à toi è un singolo della cantante italiana, naturalizzata francese, Carla Bruni, quarto e ultimo estratto dall'album Little French Songs e pubblicato il 18 novembre 2013 dall'etichetta Teorema/Barclay.

## La canzone
La canzone, in stile pop francese, è stata scritta dalla stessa Carla Bruni. Sembra rappresentare un inno all'amore, che può manifestarsi come chiave di salvezza.

## Videoclip
Il video musicale, in bianco e nero, mostra l'artista in un vecchio appartamento mentre, con fare malinconico, ripensa a momenti di vita passata.

## Tracce
Download digitale
1. J'arrive à toi – 3:01 (testo: Carla Bruni)